# بروجكت زيرو (لعبة فيديو)
فاتل فريم (بالإنجليزية :Fatal Frame) وتسمى في النسخة الأوروبية (Project Zero) وتسمى في النسخة اليابانية (باليابانية :零) ، هي لعبة رعب من نوع المغامرة والإثارة، تعمل على نظامي بلاي ستيشن 2 وإكس بوكس 360 ، أنتجت سنة 2001 من قبل شركة تيكمو اليابانية.

## قصة اللعبة
تبدأ القصة سنة 1986 في اليابان، حول فتاة شابة تدعى ميكو هيناساكي (Miku Hinasaki) وهي تبحث عن أخاها في البيت المهجور ليلاً، وقد خطفه زعيم الأشباح الشنتوي ، وتواجه ميكو الكثير من الأشباح المرعبة، وتحمل معها الكاميرا، وإن فلاش الكاميرا القديمة الخاصة هي ذخيرة لا نهائية لقتل أي نوع من الأشباح.

## وصلات خارجية
- الموقع الرسمي
- الموقع الرسمي